# تشاد هال
تشاد هال (بالإنجليزية: Chad Hall)‏ هو لاعب كرة قدم أمريكية أمريكي، ولد في 23 مايو 1986 في أتلانتا في الولايات المتحدة.

## وصلات خارجية
- تشاد هال على موقع مرجع كرة القدم المحترفة.كوم (الإنجليزية)